# Frullania udarii
Frullania udarii är en bladmossart som beskrevs av V.Nath et Ajit P.Singh. Frullania udarii ingår i släktet frullanior, och familjen Frullaniaceae. Inga underarter finns listade i Catalogue of Life.